# 他侬·吉滴卡宗
他侬·吉滴卡宗陆军元帅（皇家轉寫：Thanom Kittikachorn，泰語發音：[tʰànɔ̌ːm kìttìkʰat͡ɕɔ̌ːn]；1911年8月11日—2004年6月16日）泰國陸軍將領和泰國總理、獨裁者。他侬拥有華裔血统，祖上本姓符。

## 生平
1931年，在皇家軍事學院畢業後，加入陸軍。
1957年9月，陆军司令沙立·他那叻元帅发动政变，推翻銮披汶·颂堪政府，他侬出任總理。1958年沙立亲任總理，他侬改任国防部长。1963年沙立逝世后，他侬组成新的军政府，堅定奉行反共產主義政策。
1973年10月14日，曼谷等地20万知识分子、学生和工人举行示威游行，他侬其後被迫下台，流亡美國，結束長達十年的獨裁統治。
1976年，儘管以一介僧侶身份返回泰國，依然引發大規模群眾抗議，軍政府血腥鎮壓示威（法政大學大屠殺）並引發嚴重的流血衝突，但他在軍中的影響力亦大幅削弱，此後再無參與泰國政治。

## 荣誉

### 外国勋章奖章
- 特种大绶卿云勋章（中华民国，1967年3月27日批准[1]）